# Tata (Hongrie)
Pour les articles homonymes, voir Tata.
Tata (Dotis en latin) est une ville de 24 000 habitants située dans le département de Komárom-Esztergom, à l'ouest de Budapest.

## Démographie
La population de Tata est en grande majorité composée de Hongrois. Il y a maintenant une petite minorité allemande, Roma et slovaque.
Jusqu'à l'Holocauste (1944) y habitait aussi une importante minorité juive.

## Histoire
Depuis la fin de l'occupation ottomane jusqu'en 1918, la ville (nommée TOTIS avant 1867) fait partie de la monarchie autrichienne (empire d'Autriche), dans la province de Hongrie en 1850 ; après le compromis de 1867, évidemment dans la Transleithanie, au Royaume de Hongrie.

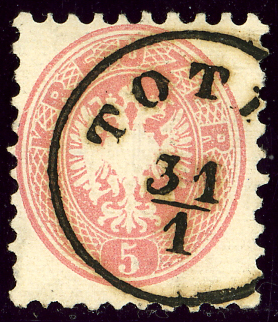
TOTIS dans l'empire d'Autriche en 1864

En 2013, la ville obtint le Prix de l'Europe pour ses nombreux échanges culturels, sportifs et scolaires avec les neuf villes avec lesquelles elle est jumelée.

## Monument
- Le château au bord du lac Öreg, qui abrite le musée Domokos Kuny

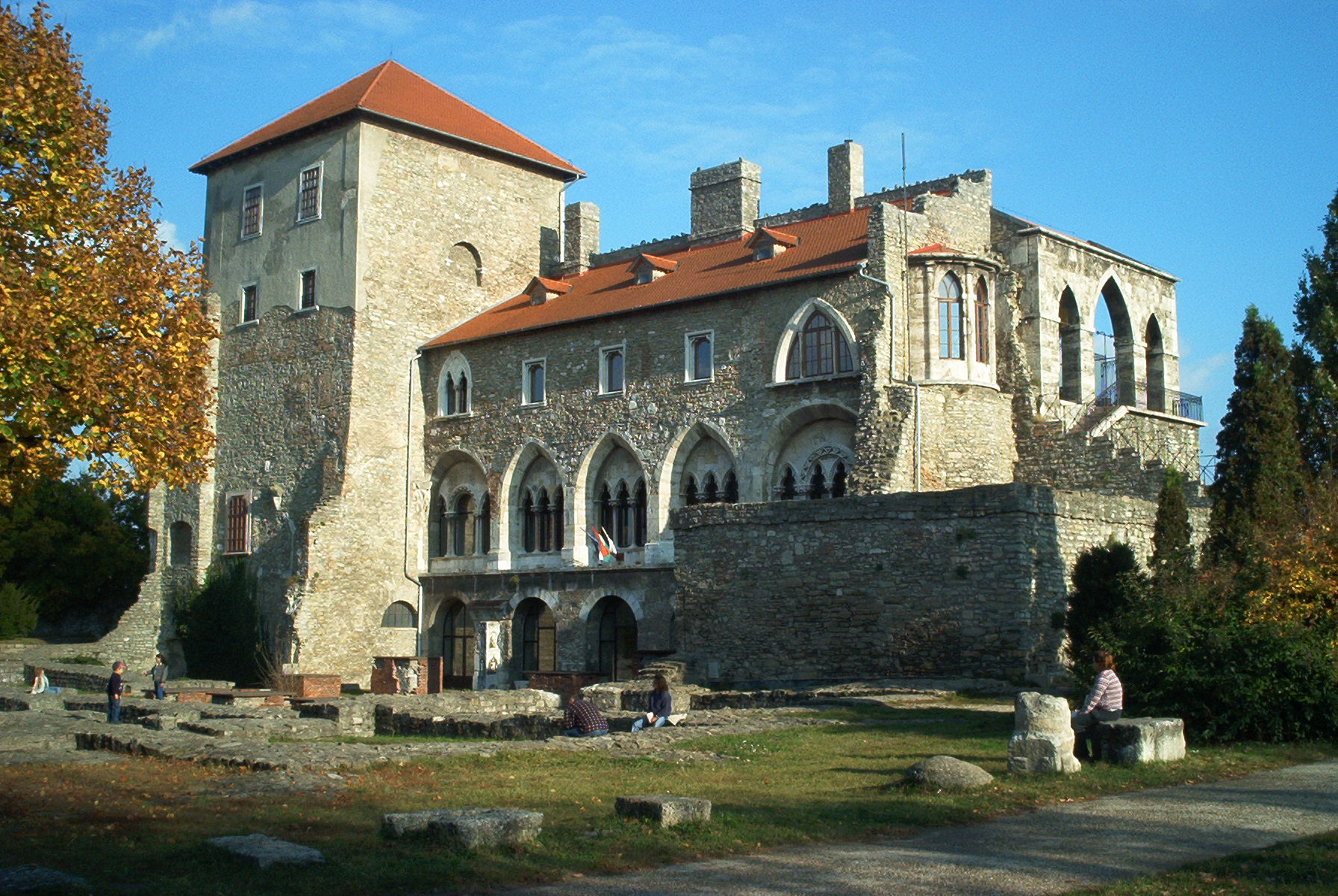
Le château
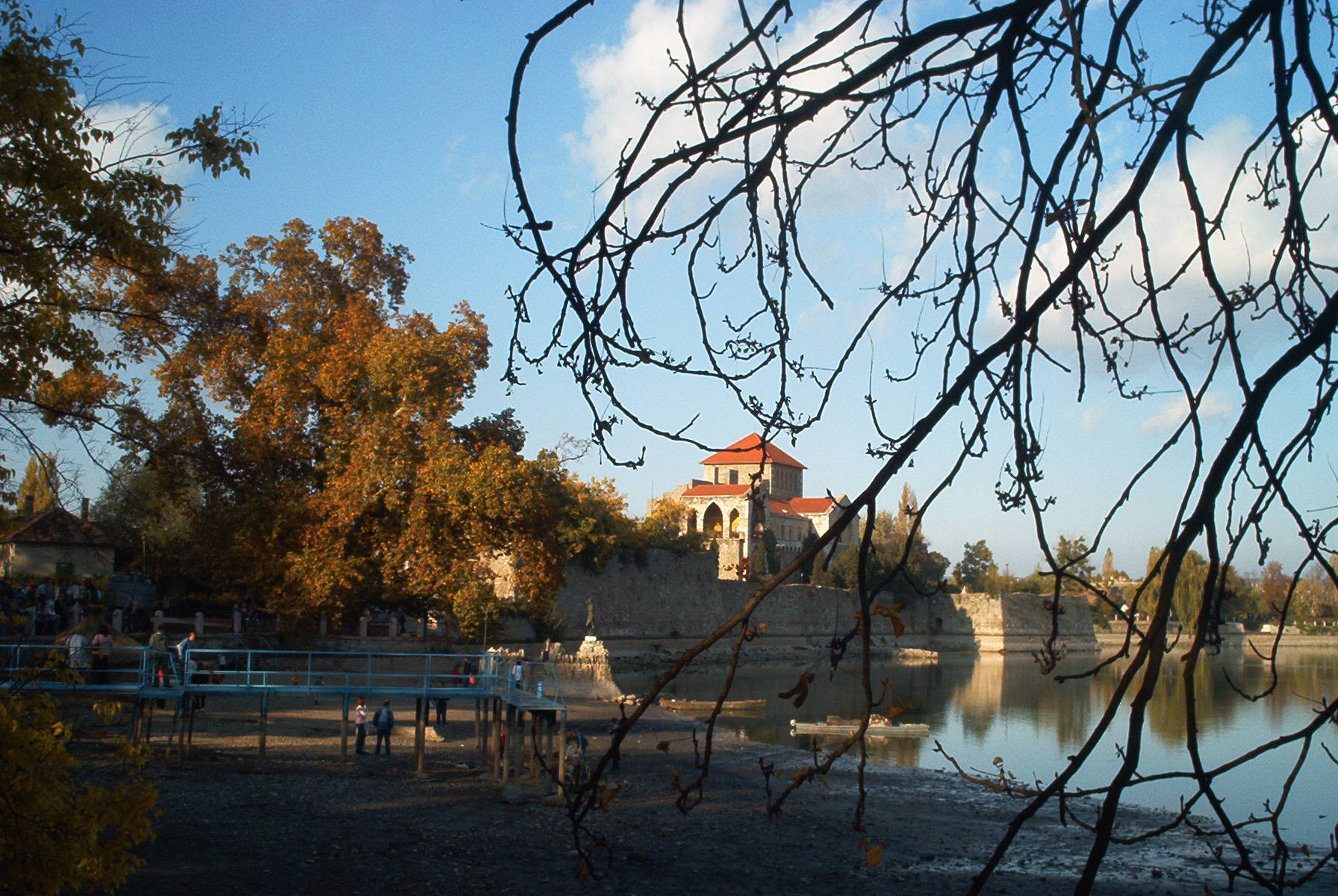
Le château au bord du lac
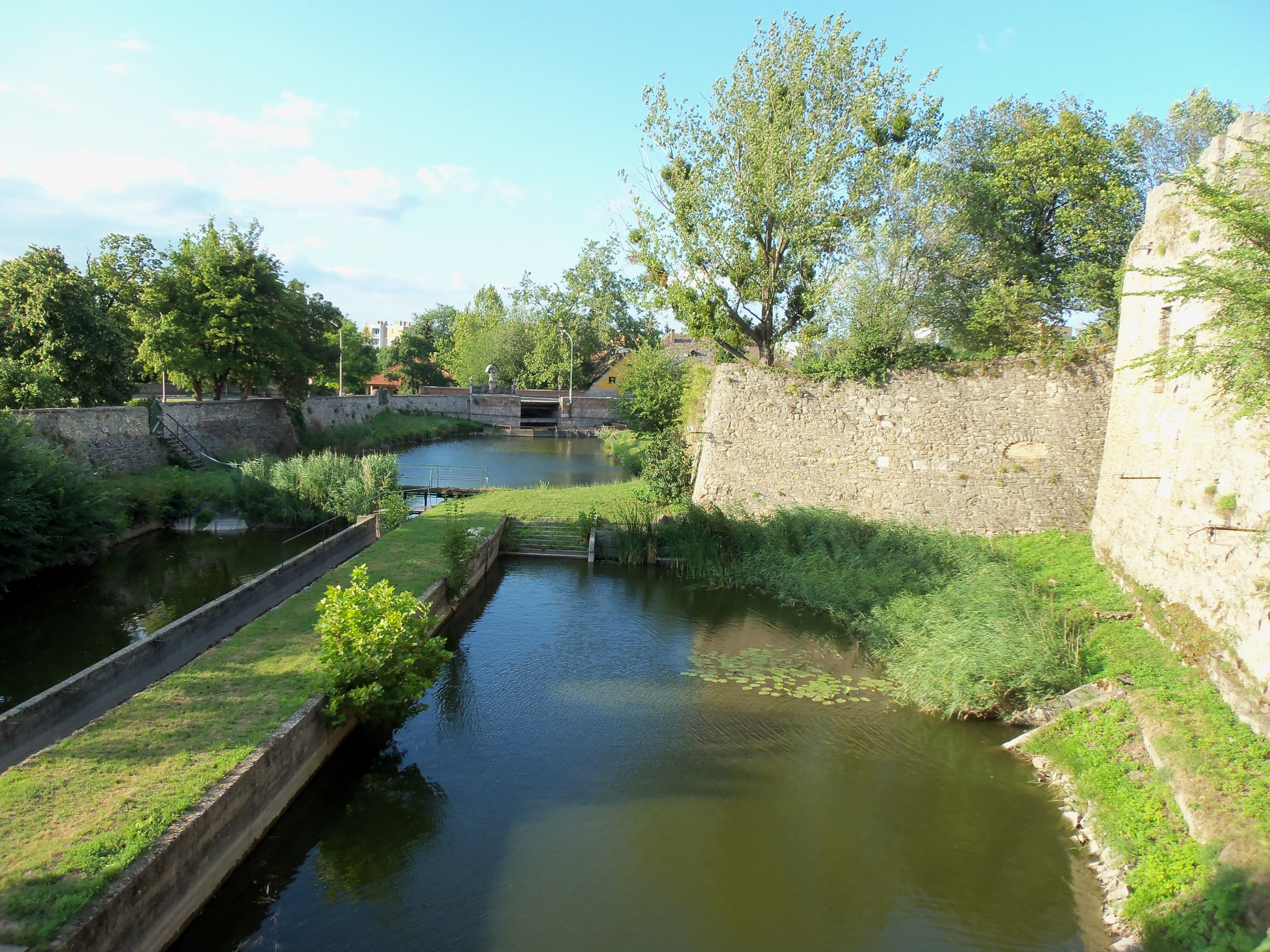
Les douves

## Jumelages
La ville de Tata est jumelée avec :
- Alkmaar (Pays-Bas) depuis 1985
- Arenzano (Italie)
- Bystřice (Tchéquie)
- Dammarie-les-Lys (France) depuis 1993
- Gerlingen (Allemagne)
- Pińczów (Pologne)
- Sovata (Roumanie)
- Kanjiža (Serbie)
- Montebelluna (Italie)
- Svodín (Slovaquie)